# جبريل ناصيف
جبريل ناصيف (بالفرنسية: Gabriel Nassif)‏ هو لاعب بوكر فرنسي، ولد في 8 نوفمبر 1983.